# Jordan Botaka
Jordan Botaka (Kinsasa, Zaire, 24 de junio de 1993) es un futbolista congolés-neerlandés. Juega como delantero en el Ironi Tiberias F. C. de la Liga Premier de Israel.

## Trayectoria
Botaka, durante su carrera juvenil pasó por el RKVV Westlandia, ADO Den Haag, de Países Bajos, Anderlecht, Beveren, Lokeren y Brujas, todos de Bélgica. 
Se incorporó al Brujas desde Lokeren el 23 de enero de 2012, firmando por un contrato de 2 años y medio. Para ayudar a ganar experiencia para el primer equipo, Botaka se unió al club portugueses Belenenses a préstamo en 2013. El club también estipulaba una opción para comprar a Botaka por un acuerdo permanente. Sin embargo, debido a un error administrativo, Botaka no pudo jugar partidos oficiales para el club.
Luego de su paso por Portugal, vuelve al Brujas para rescindir su contrato y firmar un contrato como agente libre en junio de 2013 al Excelsior de Países Bajos de la Eerste Divisie (Segunda división). En su primera temporada, disputó 36 partidos y marcó 10 goles que ayudaron al equipo a terminar en la tercera posición y así, conseguir la promoción mediante los playoffs a la Eredivisie. En su segunda temporada y ya en la máxima categoría neerlandesa, jugaría 33 encuentros y marcaría solo un gol, con sus presencias en el campo de juego, ayudó a que el equipo permanezca en primera.
En el día de fecha límite de transferencia, el 1 de septiembre de 2015, Botaka firmó para el club inglés Leeds United en un acuerdo de dos años por 1 millón de libras, con una opción del club por otros dos años.

## Selección nacional
Después de representar a la selección de fútbol sub-19 de los Países Bajos en 2012, fue citado a la selección de fútbol de la República Democrática del Congo haciendo su debut el 28 de marzo de 2015 frente a Irán.
El 9 de junio de 2015, marcó su primer gol en el empate 1-1 frente a Camerún.

## Clubes
| Club                               | País         | Año       |
| ---------------------------------- | ------------ | --------- |
| Club Brujas                        | Bélgica      | 2012-2013 |
| C. F. Os Belenenses (préstamo)     | Portugal     | 2013      |
| S. B. V. Excelsior                 | Países Bajos | 2013-2015 |
| Leeds United F. C.                 | Inglaterra   | 2015-2017 |
| Charlton Athletic F. C. (préstamo) | Inglaterra   | 2016-2017 |
| Sint-Truidense                     | Bélgica      | 2017-2020 |
| K. A. A. Gante                     | Bélgica      | 2020-2023 |
| R. Charleroi S. C. (préstamo)      | Bélgica      | 2021      |
| Fortuna Sittard (préstamo)         | Países Bajos | 2022      |
| Hapoel Jerusalem (préstamo)        | Israel       | 2022-2023 |
| F. C. Ashdod                       | Israel       | 2023-2024 |
| Ironi Tiberias F. C.               | Israel       | 2024-     |